# 亞洲鋁業
亞洲鋁業控股有限公司（港交所：0930）是亞洲最大的鋁型材擠壓公司。

## 公司歷史
1990年9月，亞洲鋁業控股有限公司由鄺匯珍先生創辦。
1998年4月於香港聯合交易所主板上市。
2004年12月於新加坡證券交易所上市。
2006年12月被私有化。  
发展至今，已经拥有年产能超过60万吨的生产能力，也是中国铝型材行业顶端的生产企业。

## 外部連結
- 亞洲鋁業集團：重組風波落幕 （页面存档备份，存于）